# Lakshmi Persaud
Lakshmi Persaud (n. 1939 – d. 14 ianuarie 2024) a fost o scriitoare britanică din Trinidad-Tobago.

## Scrieri (romane)
- Butterfly in the Wind, Leeds, England: Peepal Tree Press, 1990.

- Sastra, Leeds, England: Peepal Tree Press, 1993.

- For the Love of My Name, Leeds, England: Peepal Tree Press, 2000.

- Raise the Lanterns High, London: BlackAmber Publishers, 2004.

- Daughters of Empire, Leeds, England: Peepal Tree Press, 2012.